# Église Notre-Dame de Crépy
L'église Notre-Dame est une église située à Crépy, en France.

## Localisation
L'église est située sur la commune de Crépy, dans le département de l'Aisne.

## Historique
Le monument est classé au titre des monuments historiques en 1921.
L’église Notre-Dame et son presbytère 
La construction de l’église Notre-Dame date du XIIIe siècle. Elle a été édifiée car l’église Saint-Pierre était devenue trop exiguë pour accueillir l’ensemble des paroissiens de la commune. La nef se compose de 5 travées, le chœur est daté du XVe siècle. L’église sera desservie en propre par un prêtre jusqu’au 13 novembre 1802, date à laquelle l’évêque de Soissons décrète que « la Ville de Crépy ne forme qu’une seule succursale sous l’autorité d’un seul desservant en chef ».
Le presbytère, qui n’avait plus d’usage après le regroupement des deux paroisses sous la responsabilité d’un seul desservant, fut vendu à un particulier en 1808. Après plusieurs transactions, le presbytère aura vocation à devenir un atelier de maréchalerie exploité jusqu’en 1986.
Bien que non accessible pour des raisons de sécurité dues notamment à des infiltrations d’eau qui ont endommagé et fragilisé la voûte, l’église est toujours consacrée.
Le traité de Paix qui mit fin au conflit entre François 1er et Charles Quint fut signé dans cette église. Par ce traité signé le 18 septembre 1544, François 1er renonce à ses prétentions sur Naples et à sa suzeraineté sur le comté de Flandre et l'Artois, tandis que Charles Quint renonce au duché de Bourgogne. L’empereur du Saint-empire Romain germanique était présent, François 1er était, lui, représenté par le duc d’Orléans, son second fils. L’empereur Charles Quint assistera à la messe en l’église Notre-Dame les 19 et 20 septembre et quittera Crépy après dîner.